# إليف ديميرزر
إليف ديميرزر (بالألمانية: Elif Demirezer) مغنية بوب وكاتبة أغانٍ ألمانية تركية، وُلدت في الثاني عشر من ديسمبر لعام 1992 في العاصمة الألمانية برلين

## حياتها
إن اليف تركية الأصل فقد هاجر والديها التركيان إلى ألمانيا في عام 1987، و نشأت اليف في حي موابيت في برلين ولديها ثلاثة أخوه. و كانت تذهب حتى منتصف 2010 إلى معهدالإعلام والتواصل الثانوي. كما أن اليف كتبت  أول أغنية لها وهي في سن المراهقة.

### مسيرتها الفنية
تقدمن اليف إلى تجارب أداء برنامج الغناء الألماني بوبستار في عام 2009 أي عن عمر السادسة عشر، و قد غنت أغنيتها الخاصة أنت وأنا (Du und ich)، و قد أشعلت تجارب الأداء حيث اعطتها المغنية كايت هال الميكروفون الذهبي كأفضل أداء غنائي. و قد حصلت على المركز الثاني في نهائيات البرنامج مع شريكها في الغناء نيكلاس دينين.
كثفت اليف نشاطها على موقع التواصل الاجتماعي فيسبوك ويوتيوب حيث أصدرت العديد من أغانيها الخاصة خصوصًا باللغة الألمانية، و بجانب ذلك عملت كمدونة على موقع راديو «أنا أحب الراديو». في عام 2011 صدرت أغنيتها لا شيء يؤلم للأبد (Nichts tut für immer weh)خلال لقاء لها في برنامج ليلة إنا (Inas Nacht)، كما أنها استطاعت لفت انتباه المغنيين إليها فقد اصطحبها المغني تم بينتسكو أثناء جولته الغنائية لشهر نوفمبر عام 2011. صدرت أغنيتها الفردية الأولى من أعماقي (Unter meiner Haut) من شركة أونيفرسال و قد حصدت الأغنية المركز الثمانين في ترتيب الأغاني الألمانية.
في مطلع شهر أغسطس لعام 2013 صدرت أغنيتها مئتي يوم صيف (200 Tage Sommer)، و تم تصوير الفيديو كليب في سريلانكا مع فيل مُروض وأخرجه يوزتن كروزه و غنى الموسيقى الخلفية المغنية إيفي والمغني ماكس هيرري وماكس بروزا والمغنيتين ليزلي كليو وجوي ديناليا. و في أبريل عام 2013 ظهرت أغنيتها من أعماقي ( Unter meiner Haut) و في نهاية شهر أغسطس عام 2013 أصدرت ألبومها الأول الذي أنتجته بالتعاون مع فيليب شفير، و قد احتل الألبوم المركز الثالث والعشرين في ترتيب الأغان الألمانية. و في يناير عام 2014 قامت اليف بأول جولة غنائية لها في تسع مدن ألمانية. في عام 2015 أصدر  ثنائي الدي جي محطم ولكن رائع بالتعاون مع كوبي فانك وفينسنت فايس إصدار الريمكس من أغنية من أعماقي والذي احتل المركز السادس فس تلاتيب الأغاني الألمانية والمركز التاسع والأربعين في ترتيب الأغاني النمساوية. غنت اليف مع ماكس جيزنجر أغنية مشتركة والتي اصدرها ماكس في ألبومه الفتى الذي يجري ( Der Junge, der rennt) في شهر أبريل عام 2016.
في الخامس عشر من يونيو لعام 2016 شاركت اليف بجانب العديد من المغنيين الألمان من زيئيد وماكس هيرري وسامي ديلوكس وناميكا و آخرين في فاعلية سلام في سلام من منظمة اليونيسف في مسرح فالدبونه في برلين. في السادس والعشرين من مايو عام 2017 أصدرت اليف البومها الثاني حياة مزدوجة (Doppelleben) الذي أنتجه تم أولينبروك.
أصبحت اليف في عام 2019 عضوة تحكيم في برنامج مسابقات كتابة الأغاني للأطفال أغنيتك (Dein Song) الذي يُعرض على قناة كيكا.

## أعمالها

### الألبومات
- 2013: Unter meiner Haut  (في أعماقي)
- 2017: Doppelleben (حياة مزدوج)

### الأغان الفردية
- 2009 : Last Man Standing
- 2013: Unter meiner Haut (في أعماقي)
- 2013: 200 Tage Sommer (أيام الصيف)
- 2013: Nichts tut für immer weh (Download) (لا شيء يؤلمني)
- 2014: Rosarot (أحمر وردي)
- 2016: Auf halber Strecke (على نصف الدرب)
- 2017: Doppelleben (حياة مزدوجة)
- 2017: Fort Knox

## الجوائز
- 2019: جائزة المؤلفين  الألمان لفئة الناشئيين (بالاشتراك مع مارك باردين)

## روابط خارجية
- إليف ديميرزر على موقع IMDb (الإنجليزية)
- إليف ديميرزر على موقع ميوزك برينز (الإنجليزية)
- إليف ديميرزر على موقع أول ميوزيك (الإنجليزية)
- إليف ديميرزر على موقع ديسكوغز (الإنجليزية)
- إليف ديميرزر على موقع ديسكوغز (الإنجليزية)